# Franziskanerkloster Thorn
Das Franziskanerkloster war ein Kloster der Franziskaner in Thorn, heute Toruń, in Pommerellen. Es bestand vom 13. bis zum 16. Jahrhundert.

## Lage
Das Kloster befand sich im Nordwesten der Altstadt um die Marienkirche (heute Kirche Mariä Himmelfahrt).

## Geschichte
Das Kloster wurde 1239 gegründet, angeblich vom Landmeister des Deutschen Ordens Poppo von Osterna. Es gehörte zur Sächsischen Franziskanerprovinz (Saxonia). 1243 fand dort eine Synode statt, in der das noch nicht vollständig eroberte Preußen in kirchliche Verwaltungsbereiche (Diözesen) aufgeteilt wurde. Im 14. Jahrhundert wurde die noch heute erhaltene hohe Marienkirche gebaut.
1491 nahmen die Franziskaner in Thorn die nach Papst Martin V. benannten „Martinianischen Konstitutionen“ an, die in der Frage der klösterlichen Armut einen Mittelweg darstellten. 1557 wurde das Kloster infolge der Reformation aufgelöst. Zu dieser Zeit lebten noch zwei Ordensbrüder dort. Kloster und Kirche wurden den Protestanten übergeben. 1568 wurde im Klostertrakt ein städtisches Gymnasium eingerichtet. 
1724 wurde die Anlage nach den Unruhen in Thorn wieder den jetzt dort Bernhardiner genannten Franziskanern übergeben. 1821 wurde dieses Kloster durch die neue preußische Verwaltung aufgelöst.